# 마타베리 국제공항
마타베리 국제공항(영어: Mataveri International Airport, 스페인어: Aeropuerto Internacional Mataveri, IATA : IPC ICAO : SCIP)은 칠레 이스터 섬의 서부 항가로아에 있는 공항이다.
이 공항은 칠레의 수도 산티아고로부터 3759킬로미터 떨어져 있으며, 이 도시를 오가는 LATAM 칠레의 정기선 항공편이 있다. 이곳은 이스터 섬의 주요 출입구로서, 모아이를 비롯한 많은 고고학적 유물을 보려는 많은 관광객이 거쳐가고 있다.

## 운항 노선
| 항공사     | 목적지   |
| ---------- | -------- |
| LATAM 칠레 | 산티아고 |